# Psychoda varablanca
Psychoda varablanca és una espècie d'insecte dípter pertanyent a la família dels psicòdids que es troba a Centreamèrica: Costa Rica (la província d'Heredia).